# Фридерика Шарлота фон Хесен-Дармщат
Фридерика Шарлота фон Хесен-Дармщат (на немски: Friederike Charlotte von Hessen-Darmstadt, * 8 септември 1698 в Дармщат, † 22 март 1777 в Дармщат) е принцеса от Хесен-Дармщат и чрез женитба принцеса на ландграфство Хесен-Касел.
Тя е дъщеря на ландграф Ернст Лудвиг от Хесен-Дармщат (1667–1739) и Доротея Шарлота (1661-1705), дъщеря на маркграф Албрехт II от Бранденбург-Ансбах.
Фридерика Шарлота се сгодява на 6 октомври 1720 г. и се омъжва на 28 ноември 1720 г. в Дармщат за Максимилиян фон Хесен-Касел (1689–1753), принц на ландграфство Хесен-Касел и императорски генерал-маршал. Той е деветият син на ландграф Карл от Хесен-Касел (1654–1730). Максимилиян получава от баща си през 1723 г. малкото господство Йесберг. В Йесберг той построява през 1723 г. малкия барок дворец Трайсбахгрунд и за четирите си дъщери „градината на принцесите“, югоизточно от Йесберг. Той е голям музикант, има своя дворцова капела и затова изпада във финасови задължения.
Фридерика Шарлота живее обаче повечето в резиденцията в Дармщат близо до баща си. След смъртта на нейния съпруг Максимилиян, тя се връща през 1755 г. за винаги в Дармщат, където умира на 22 март 1777 г. Фридерика Шарлота е погребана в построената през 1687 г. княжеска гробница в градската църква на Дармщат.

## Деца
Фридерика Шарлота и Максимилиян имат децата:
- Карл (* 30 септември 1721, † 23 ноември 1722)
- Улрика Фридерика Вилхелмина (* 31 октомври 1722, † 28 февруари 1787) ∞ 1752 херцог Фридрих Август от Олденбург
- Христина Шарлота (* 11 февруари 1725, † 4 юни 1782), канониса в манастир Херфорд
- Мария (* 25 февруари 1726, † 14 март 1727)
- Вилхелмина (1726–1808) ∞ 1752 принц Хайнрих Пруски (1726 – 1802)
- мъртвородено дете (*/† октомври 1729)
- Елизабета София Луиза (* 10 ноември 1730, † 4 февруари 1731)
- Каролина Вилхелмина София (* 10 май 1732, † 22 май 1759) ∞ 1753 княз Фридрих Август от Анхалт-Цербст